# Eridantes erigonoides
Eridantes erigonoides är en spindelart som först beskrevs av James Henry Emerton 1882.  Eridantes erigonoides ingår i släktet Eridantes och familjen täckvävarspindlar. Inga underarter finns listade i Catalogue of Life.